# Anyphaena maculata
Anyphaena maculata là một loài nhện trong họ Anyphaenidae.
Loài này thuộc chi Anyphaena. Anyphaena maculata được Richard C. Banks miêu tả năm 1896.